# Monety kolekcjonerskie III RP w 1996
W 1996 roku Narodowy Bank Polski wyemitował 9 srebrnych monet kolekcjonerskich oraz 2 złote o nominale 200 złotych. Kontynuowana po rocznej przerwie została seria Poczet królów i książąt polskich monetami z Zygmuntem II Augustem.

## Spis monet
| Moneta                                                                  | Nominał     | Stop   | Średnica (mm) | Masa (g) | Nakład | Data emisji     | Projektant                             | Wizerunek    |
| ----------------------------------------------------------------------- | ----------- | ------ | ------------- | -------- | ------ | --------------- | -------------------------------------- | ------------ |
| IV wieki stołeczności Warszawy (1596-1996)                              | 20 złotych  | Ag 925 | 38,61         | 31,1     | 16 500 | 29 kwietnia     | Ewa Tyc-Karpińska Robert Kotowicz      | Awers Rewers |
| Zygmunt II August (1548 - 1572) Seria: Poczet królów i książąt polskich | 10 złotych  | Ag 925 | 32            | 16,5     | 5000   | 27 maja         | Ewa Tyc-Karpińska                      | Awers Rewers |
| Zygmunt II August (1548 - 1572) Seria: Poczet królów i książąt polskich | 10 złotych  | Ag 925 | 32            | 16,5     | 13 000 | 27 maja         | Ewa Tyc-Karpińska                      | Awers Rewers |
| 40. rocznica wydarzeń poznańskich 1956 r.                               | 10 złotych  | Ag 925 | 32            | 16,5     | 13 050 | 19 czerwca      | Ewa Tyc-Karpińska                      | Awers Rewers |
| Jeż (łac. Erinaceus europaeus) Seria: Zwierzęta świata                  | 20 złotych  | Ag 925 | 38,61         | 31,1     | 15 000 | 15 lipca        | Ewa Tyc-Karpińska Roussanka Nowakowska | Awers Rewers |
| Zamek w Lidzbarku Warmińskim Seria: Zamki i pałace w Polsce             | 20 złotych  | Ag 925 | 38,61         | 31,1     | 15 000 | 16 października | Ewa Tyc-Karpińska Andrzej Nowakowski   | Awers Rewers |
| Henryk Sienkiewicz (1846-1916)                                          | 200 złotych | Au 900 | 27            | 15,5     | 1000   | 6 listopada     | Robert Kotowicz                        | Awers Rewers |
| Stanisław Mikołajczyk (1901 - 1966)                                     | 10 złotych  | Ag 925 | 32            | 16,5     | 13 500 | 6 listopada     | Ewa Tyc-Karpińska Roussanka Nowakowska | Awers Rewers |
| 200-lecie powstania Mazurka Dąbrowskiego (1797 - 1997)                  | 10 złotych  | Ag 925 | 32            | 16,5     | 14 000 | 11 grudnia      | Ewa Tyc-Karpińska Ewa Olszewska-Borys  | Awers Rewers |
| Tysiąclecie Miasta Gdańska (997 - 1997)                                 | 20 złotych  | Ag 925 | 38,61         | 31,1     | 20 000 | 18 grudnia      | Ewa Tyc-Karpińska                      | Awers Rewers |
| Tysiąclecie Miasta Gdańska (997 - 1997)                                 | 200 złotych | Au 900 | 27            | 15,5     | 2000   | 18 grudnia      | Ewa Tyc-Karpińska                      | Awers Rewers |